# 远程终端装置

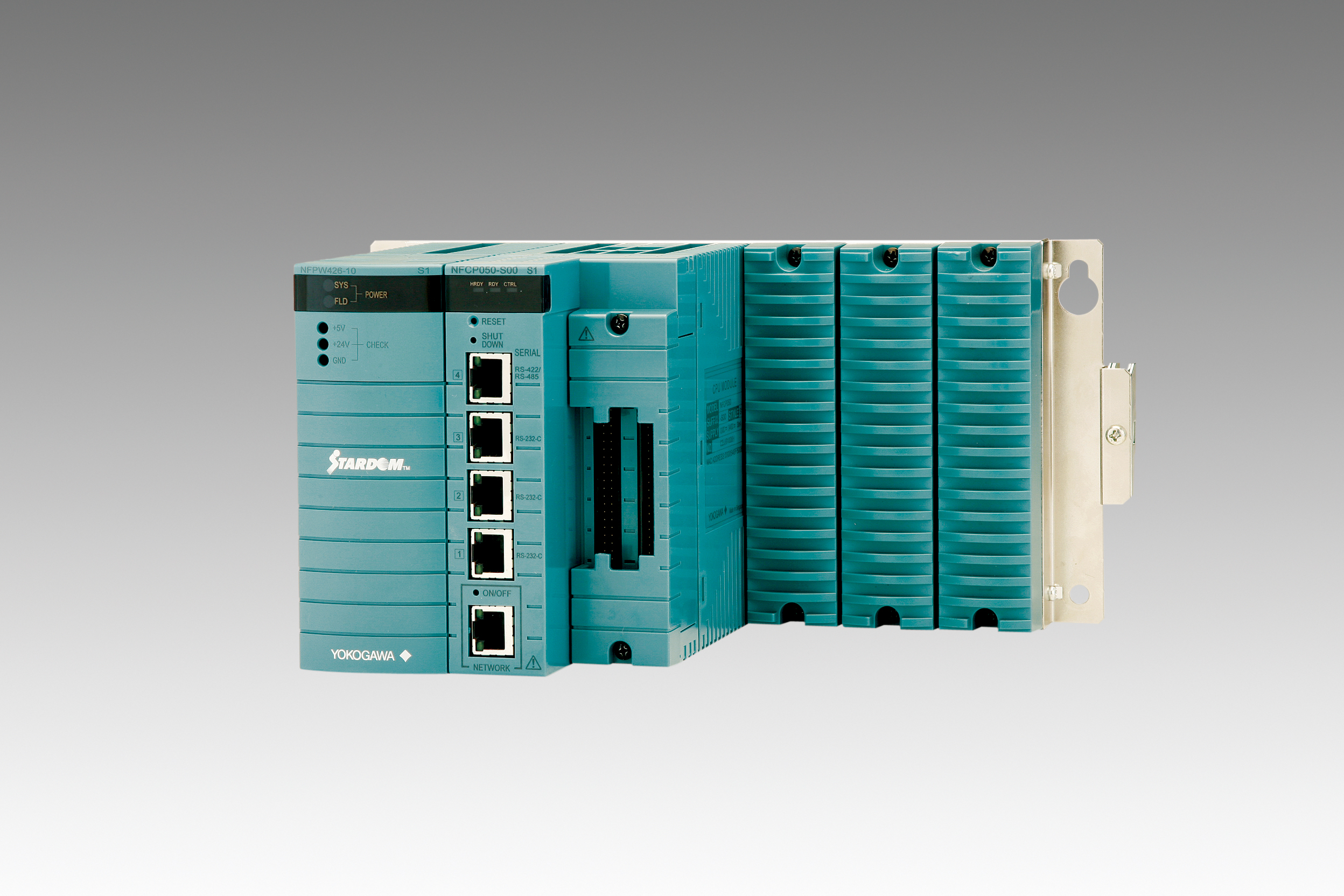
STARDOM的FCN-RTU

远程终端装置（Remote terminal unit）簡稱RTU，是微处理器控制，用作设备界面的电子设备，將資料引入分布式控制系统或数据采集与监控系统（SCADA），通过传输遥测数据到主系统，並且使用主监控系统的数据控制所连接的设备。RTU也可解释为远程遥测装置或远程遥控装置。

## 体系结构
远程终端装置可以監控現場的類比資料及數位資料，並且將資料傳送回中央監控站。远程终端装置也包括設定用的軟體，可以連接資料輸入流及資料輸出流、定義通訊協定以及針對安裝問題進行除錯。
远程终端装置可以是一張複雜的電路板，其中的各部份會符合客戶需求的機能，也可能是由幾張電路板組成，其中包括中央處理器卡、通訊介面卡、以及以下的界面卡：(AI)類比輸入卡、(DI)數位輸入卡、(DO/CO)數位或是控制（繼電器）輸入卡或(AO)類比輸出卡。

### 電源供應器
远程终端装置中會有電源供應器，將市電的交流電源轉換為不同CPU及介面卡所需要的電源，也可能會包括交流轉換為直流的轉換器，可以配合電池系統工作。
远程终端装置可能會包括電池以及充電線路，在緊急應用下，若市電無法供電時可以提供远程终端装置的電源。

### 數位輸入或是狀態輸入
大部份的远程终端装置配合輸入模組或是輸入狀態卡來獲得可用二個狀態表示的真實世界資訊，一般會透過隔離電壓源或是電流源來感知远程現場特定接點的狀態。接點可以放在不同的設備上，例如電子斷路器、液態閥的位置、警告條件以及設備的機械位置等。

### 類比輸入
远程终端装置可以監控許多不同種類的類比輸入，例如0-1 mA、4–20 mA電流環、0–10 V、±2.5 V、±5.0 V等。 
許多远程终端装置的輸入會有緩衝模組，從傳感器得到的物理量轉換成远程终端装置較靈敏的輸入準位，也可能會進行信號的隔離。
远程终端装置也可以透過通訊系統，接收主站或是IED（智能电子设备）送出的類比資料。
远程终端装置或是主系統會將類比輸入得到的原始資料轉換為適當的單位，例如水量、溫度、用電量等，以便這些資料可以作進一步的處理，或是透過人機介面顯示。

### 數位（控制）輸出
远程终端装置可以驅動高電流額定的繼電器，配合數位輸出（DO）介面卡來打開或是關閉現場的設備。數位輸出（DO）介面卡會切換繼電器的線圈，繼電器的接點會透過接觸器控制設備的電源。
數位輸出也可以連接PLC的邏輯輸入，或是其他較靈敏，接收5V（或其他低壓）數位輸入的設備。

### 類比輸出
雖然不常用，有些控制設備會需要變動量輸入，就可以用远程终端装置的類比輸出連接這些設備，例如圖形記錄設備（長條圖）。主SCADA設備可以產生加總資料或是訊息式資料，在近端或遠端顯示器顯示。

### 系統及邏輯控制
現代的远程终端装置可以在沒有分散式系統或是SCADA系統主電腦介入的情形下，進行簡單的程序，可以簡化系統佈署，在安全上也有冗餘的作用。例如現代水廠管理系統的RTU會有程式，讓維修或是人員維護時，利用開關切換，不進行原有的行為。這個有安全上的考量，例如避免系統作業員及維護人員因為沒有聯絡好，而造成更換泵浦的過程中，系統作業員誤啟動電源開關。
一般在系統維護時，會希望所有相關設備都斷電並且鎖住，以避免設備損壞及人員受傷。

### 通訊
远程终端装置會和數台主工作站以及智能电子设备（IED）通訊，通訊可以透過不同的通訊網路來進行（多半是序列的，例如RS232、RS-485、RS422、乙太網）。远程终端装置可能會支援不同的通訊協定（例如Modbus、IEC 60870-5-101/103/104、DNP3、IEC 60870-6-ICCP、IEC 61850）來和第三方的設備通訊。
資料傳播可以由任何一方先開始，並且使用各種不同的機制來確認各設備的同步，並且減少通訊網路上的資料量。通訊網路上的主站（master）可以定期的輪詢通訊從屬設備（主站對远程终端装置，或是远程终端装置對智能电子设备），以交換設備的資料。類比資料多半是在和上次送出數值差異超過一定值時才會傳送，數位資料也有類似的模式，是在其中有位元變更時才會傳送。另一種作法是當從屬設備的數位資料或是類比資料有特定的變化時，從屬設備主動更新相關資料。不過不論使用哪一種方式，都還是要定期交換完整的資料，以確保設備的資訊都同步，並且不會有因資料陳舊造成的問題。
多台的远程终端装置或是智能电子设备會利用多站通信架構（multi-drop scheme）的方式共用一條通訊線，作法是每一台有唯一不重複的站別，各設備只有收到給此站別的訊息時才能回覆。

#### 和智能电子设备的通訊
和智能电子设备（IED）的通訊是指智能电子设备和远程终端装置之間的通訊，這也可以省去許多远程终端装置上的硬體狀態輸入、類比輸出以及繼電器輸出。通訊可以透過導線或是光纖進行，可以用同一條通訊線連接一個远程终端裝置以及多個智能电子设备。

#### 和主站的通訊
和主站的通訊一般是在控制室中的較大型控制系統，或是大型系統中的資訊收集系統。通訊可以透過導線、光纖或是無線電的進行傳輸，也可以用同一個通訊介質連接數個設備進行通訊。

## 和其他控制系統的比較

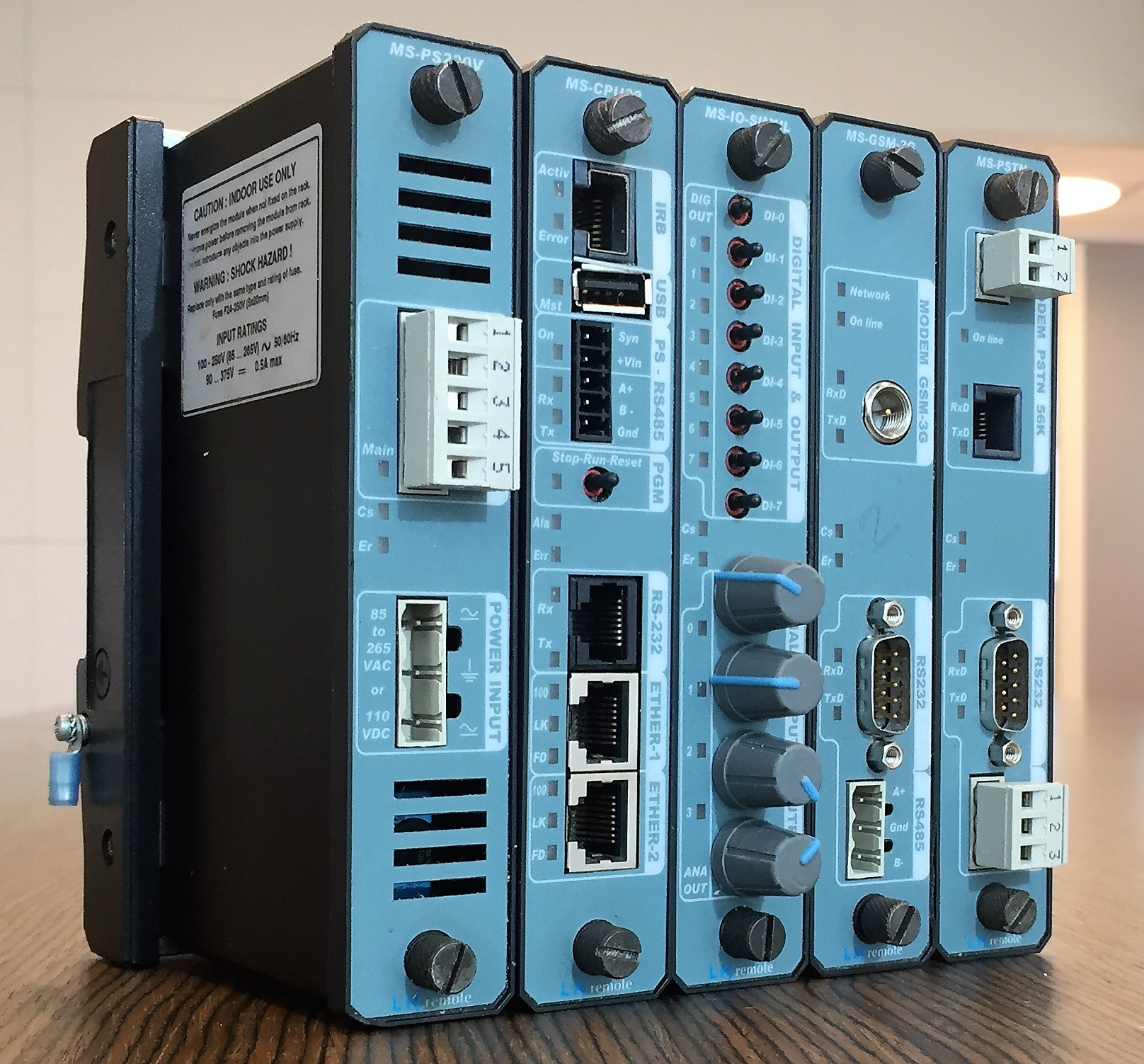
具有電氣輸入和輸出以及多個通訊連接埠的模組化遠端終端單元

远程终端装置和可编程逻辑控制器（PLC）的不同點在远程终端装置更適合一些遠距離的系統（彼此可能會利用無線通訊），而可编程逻辑控制器適用於距離較近的系統（工廠、生產線等），系統會利用有線的方式進行通訊。PLC主要會用IEC 61131編程工具，而远程终端装置多半是使用專屬的編程工具。
远程终端装置（RTU）、可编程逻辑控制器（PLC）及分散式控制系統（DCS）功能上的的重疊部份越來越多，許多廠商會賣有PLC功能的RTU，或是有RTU功能的的PLC。產業界已建立標準，利用IEC 61131-3的功能區塊圖來在RTU及PLC上建立程式，不過幾乎所有廠商也都提供了專屬的替代開發方案以及開發環境。
此外，有些廠商提供的RTU是全面性的先預先定義其功能，有時會以PLC作為其延伸或是轉換用的介面。
有些廠商的RTU已經有簡單的图形用户界面，讓使用者可以輕鬆的規劃其裝置，有些應用中也已經使用数据记录器。
可編程自動控制器（programmable automation controller）簡稱PAC，是精簡型的控制器，在傳統的PLC上結合了PC-based控制系統的特點及其能力。PAC一般會用在SCADA系統中，提供相當RTU及PLC的功能。在許多電廠的SCADA應用中， 「分散式RTU」會用資料處理器或是電廠的電腦來和數位保護繼電器、PAC及其他I/O設備通訊，並且像傳統的RTU一樣的向SCADA主站通訊。

## 应用
- 功能与设备的远程监控：
  - 石油天然气（离岸平台, 陆上油井）
  - 泵站网（废水收集、供水）
  - 环境监控系统（污染、空气质量、排放监控）
  - 矿场
  - 辅助导航的空中交通设备（DVOR、DME、ILS、GP）
- 功能与设备的远程监控（英语：Remote monitoring and control）：
  - 水文地理（供水, 水库, 污水）
  - 电网与相关设备
  - 燃气网与相关设备
  - 室外警笛